# Enicospilus gomezpompai
Enicospilus gomezpompai là một loài tò vò trong họ Ichneumonidae.